# Петар Трендафилов
Петар Трендафилов (нар. 11 вересня 1984) — колишній болгарський тенісист.
Найвищу одиночну позицію світового рейтингу — 825 місце досяг 10 лютого 2014, парну — 660 місце — 3 листопада 2014 року.
Завершив кар'єру 2016 року.

## Рейтинг на кінець року
| Рік              | 2007 | 2008 | 2009 | 2010 | 2011 | 2012 | 2013 | 2014 | 2015 | 2016 |
| Одиночний розряд | 1269 | 1914 | 1712 | 1639 | -    | 1683 | 849  | 959  | 1486 | 1642 |
| Парний розряд    | -    | -    | 1519 | -    | -    | 1095 | 750  | 709  | 1228 | -    |

## Фінали челленджерів і ф'ючерсів

### Одиночний розряд: 1 (0–1)
| Легенда (одиночний розряд) |
| -------------------------- |
| Тур ATP Челленджер (0–0)   |
| ITF Ф'ючерс (0–1)          |

| Титули за покриттям |
| ------------------- |
| Тверде (0–0)        |
| Ґрунт (0–1)         |
| Трава (0–0)         |
| Килим (0–0)         |

| Результат | В-П | Дата     | Турнір              | Рівень  | Покриття | Суперник      | Рахунок  |
| --------- | --- | -------- | ------------------- | ------- | -------- | ------------- | -------- |
| Поразка   | 0–1 | Лип 2013 | Німеччина F10, Трір | Ф'ючерс | Ґрунт    | Яннік Мертенс | 4–6, 2–6 |

### Парний розряд: 7 (2–5)
| Легенда (парний розряд)  |
| ------------------------ |
| Тур ATP Челленджер (0–0) |
| ITF Ф'ючерс (2–5)        |

| Титули за покриттям |
| ------------------- |
| Тверде (0–0)        |
| Ґрунт (2–5)         |
| Трава (0–0)         |
| Килим (0–0)         |

| Результат | В-П | Дата     | Турнір                | Рівень  | Покриття | Партнер        | Суперники                                | Рахунок                |
| --------- | --- | -------- | --------------------- | ------- | -------- | -------------- | ---------------------------------------- | ---------------------- |
| Поразка   | 0–1 | Тра 2012 | Болгарія F3, Софія    | Ф'ючерс | Ґрунт    | Динко Халачев  | Моріц Бауманн Сандро Ерат                | 1–6, 1–6               |
| Поразка   | 0–2 | Тра 2013 | Болгарія F1, Пловдив  | Ф'ючерс | Ґрунт    | Динко Халачев  | Дамір Джумхур Милян Зекич                | 5–7, 7–6(7–4), [10–12] |
| Поразка   | 0–3 | Тра 2013 | Болгарія F2, Варна    | Ф'ючерс | Ґрунт    | Динко Халачев  | Александер Лазов Ласло Уррутія Фуентес   | 6–4, 5–7, [8–10]       |
| Поразка   | 0–4 | Чер 2013 | Болгарія F3, Софія    | Ф'ючерс | Ґрунт    | Динко Халачев  | Андрей Капась Ґжеґож Панфіл              | 1–6, 4–6               |
| Поразка   | 0–5 | Лип 2013 | Болгарія F6, Хасково  | Ф'ючерс | Ґрунт    | Динко Халачев  | Жульєн Демуа Гліб Сахаров                | 6–3, 3–6, [5–10]       |
| Перемога  | 1–5 | Лип 2014 | Німеччина F6, Саарлуї | Ф'ючерс | Ґрунт    | Пірмін Гаенле  | Крістобаль Сааведра Рікардо Урсуа-Рівера | w/o                    |
| Перемога  | 2–5 | Лип 2014 | Німеччина F8, Трір    | Ф'ючерс | Ґрунт    | Кевін Качинскі | Франьо Распудич Салар Сарайдарпур        | 6–4, 4–6, [10–8]       |

## Кубок Девіса
2012 року Петар Трендафилов дебютував за збірну Болгарії в Кубку Девіса. Він зіграв три матчі в парному розряді й усі три виграв.

### Парний розряд (3–0)
| Розіграш                   | Раунд | Дата          | Партнер    | Покриття | Суперники                          | W/L | Результат     |
| -------------------------- | ----- | ------------- | ---------- | -------- | ---------------------------------- | --- | ------------- |
| Група III зони Європи 2012 | RR    | 2 травня 2012 | Тодор Енев | Ґрунт    | Флавіо Деце Рей Пелуші             | W   | 6–0, 6–2      |
| Група III зони Європи 2012 | RR    | 4 травня 2012 | Тодор Енев | Ґрунт    | Олександр Метревелі Георге Цівадзе | W   | 6–1, 7–6(7–4) |
| Група III зони Європи 2012 | PPO   | 5 травня 2012 | Тодор Енев | Ґрунт    | Томислав Йотовський Данил Зеленков | W   | 6–3, 6–3      |

- PPO = Плей-оф за вихід далі
- RR = Коловий турнір